# Shaolin Temple Defenders
Shaolin Temple Defenders est un groupe français de soul et funk, originaire de Bordeaux, en Gironde. Leur 5e album, Free Your Soul, sort le 20 octobre 2017.

## Histoire

### Débuts et premiers albums
Shaolin Temple Defenders est formé en 2003, et est composé de 7 membres : Brother Lion (Emmanuel Guérin-Ponjouanine) au chant ; Pierre Preacher (Pierre Petit) à la guitare ; Cédric Lacaze à l'orgue ; Jérémy Ortal à la basse ; Mickey Fourcade à la batterie ; Laure Fréjacques à la trompette et Grat Martinez au saxophones ténor et Baryton. Originaires de Bordeaux, les 7 musiciens sont avant tout un groupe de scène dont les prestations rappellent l'ambiance surchauffée des clubs mythiques américains. En mars 2006, ils sortent un premier album de présentation, Chapter 1 : Enter the Temple, où l'on peut découvrir leur passion pour les sonorités et arrangements des orchestres soul et funk des années 1970 tels que The J.B.'s, The Meters ou encore ceux du label Stax qui accompagnaient des artistes comme Otis Redding, Sam and Dave et Rufus Thomas.
Leur deuxième volet, Chapter 2 : Gettin' the Spirit, sorti en février 2009, leur permet de se positionner sur la scène soul et funk européenne en collaborant notamment avec des artistes comme Eddie Roberts (The New Mastersounds) qui réalise le mix à Leeds. Le groupe y invite également Dionne Charles (Baby Charles), Martha High (en), Gang of Divas, Jouby's Band, Franck Lemeyregie et Franck Vogler, pour enrichir cet opus. Parallèlement à leur projet, ils font en 2007 la connaissance de Martha High, la plus fidèle choriste du Parrain de la Soul, James Brown, et montent un répertoire Soul qui met en valeur l'authenticité et la puissance vocale de cette chanteuse originaire de Washington, DC. Installée en France depuis plusieurs années, elle fait confiance aux Shaolin Temple Defenders pour lui assurer un backing band de qualité. Ensemble, ils écument de nombreuses scènes en France mais aussi à l'étranger et se produisent notamment à l'Olympia à Paris ou encore au Festival international de jazz de Montréal.
Un album live, W.O.M.A.N., retraçant leurs premières collaborations scéniques, voit le jour en mai 2008. À la suite du live au Krakatoa Mérignac avec Martha high, Le saxophoniste Grat Martinez quitte le groupe et transmet le flambeau à Vincent Lefort son successeur.

### Take it SlowetFrom the Inside
Leur troisième album, Take it Slow sort en octobre 2010. Pour cette nouvelle pierre à leur édifice discographique, le groupe s’est offert les services de Patchworks (M. Président, Uptown Funk empire, Mister Day…) pour les mixes et mastering. Ce scientifique du groove a mis en relief la densité de leur son, que Mister Day a illustré en images en créant l'artwork de ce nouvel opus. On y retrouve Gift of Gab, MC des Blackalicious, qui offre un flow hip-hop sur le titre Take it Slow enregistré à Oakland-California, mais aussi une bonne partie de la scène bordelaise (The Jouby's, Gang of Divas…). En promotion à l'album, les Shaolin Temple Defenders partent jouer à Montréal (festival international de Jazz 2008), à Berlin (Popkomm 2008) mais aussi aux Francofolies de La Rochelle (2008), à l’Olympia (2007), au Garorock, aux NJP, au Jamel Comedy Club et sur une grande partie des scènes nationales.
Le 26 février 2013 sort From the Inside, qui révèle une facette plus moderne et plus personnelle de leur univers musical, en collaborant avec Patchworks (M.Président, M. Day…). Leur nouveau répertoire transporte dans un univers profondément humain dans lequel les bonheurs, simples côtoient les désespoirs amoureux et les quêtes personnelles se mêlent aux messages universels. Douze compositions qui reflètent tour à tour leur amour pour la Memphis soul (Let Your Love Shine on Me, Spirit of the South, etc.), leur goût prononcé pour les chansons aux forts accents northern soul (Our Love Will Live Forever, Give and Take, etc.) et leur engouement pour les productions du label Daptone Records (de New York) (Blue Shades, Do You Remember, etc.).

### Free Your Soul
Prenant la soul par son versant militant et engagé, celui qui prône l’émancipation et la libération, les Shaolin Temple Defenders dressent en 2017 l’étendard de la contestation avec Free Your Soul,. Virtuelle, politique, économique ou religieuse, l’aliénation de l’être humain est le thème central de ce cinquième album, pensé et réalisé sans rodage préalable sur scène, frontalement militant et vindicatif.
Héritiers des Meters, les Shaolin Temple Defenders restent fidèles au soul, tout en s'ouvrant aux influences contemporaines.

## Discographie

### Albums studio
- 2006 : Chapter 1 : Enter the Temple
- 2009 : Chapter 2 : Gettin' the Spirit
- 2010 : Take it Slow
- 2013 : From the Inside
- 2017 : Free Your Soul

### Albums live
- 2008 : W.O.M.A.N.